# Georg Bauer (Politiker, 1900)
Georg Bruno Bauer (* 3. März 1900 in Berlin; † 17. Dezember 1983 in Bendorf) war ein deutscher Politiker (SPD).

## Leben
Bauer absolvierte nach dem Volksschulabschluss in Berlin zunächst eine Buchdrucker- und Schriftsetzerlehre bei gleichzeitigem Besuch der Handelsschule in Koblenz. Im Jahr 1918 wurde er dienstverpflichtet und nahm als Soldat am Ersten Weltkrieg teil. Nach dem Kriegsende arbeitete er als Buchhalter und Korrespondent. Er war Leiter eines Druckbetriebes und seit 1919 Mitglied des Verbandes der Deutschen Buchdrucker. Im Jahr 1932 wechselte er als Hilfsangestellter in die Koblenzer Stadtverwaltung. Er schloss sich der Sozialistischen Arbeiterjugend an, trat 1919 in die SPD ein und war Vorstandsmitglied der Partei auf Landes- und Bezirksebene.
Nach der Machtergreifung der Nationalsozialisten wurde Bauer bei der Koblenzer Stadtverwaltung entlassen und für kurze Zeit inhaftiert. Anschließend war er bis zum Beginn des Zweiten Weltkrieges, an dem er in den Jahren 1939 bis 1945 als Soldat teilnahm, als Hausierer und Papierwarenhändler tätig. In dieser Zeit war er mit mehrfacher Unterbrechung Mitglied der Deutschen Arbeitsfront. Ab 1938 war er Mitglied der Reichspressekammer. Gegen Ende des Krieges geriet er in US-amerikanische Gefangenschaft.
Nach dem Kriegsende arbeitete Bauer erneut als Angestellter in der Verwaltung der Stadt Koblenz. Im Jahr 1946 war er Öffentlicher Kläger bei der Zweiten Spruchkammer der Stadt Koblenz. Des Weiteren fungierte er als Gesellschafter der Vereinsdruckerei und Verlag GmbH Koblenz. In den Jahren 1948 bis 1956 war er Mitglied der Presskommission der Mainzer SPD-Zeitung Die Freiheit.
Bauer beteiligte sich im November 1945 an der Neugründung der SPD und wurde im Jahr 1946 zum Vorsitzenden des SPD-Unterbezirks Koblenz gewählt. Er gehörte von 1946 bis 1948 der Kreisversammlung des Landkreises Koblenz an und war von 1946 bis 1947 Mitglied der Beratenden Landesversammlung des Landes Rheinland-Pfalz. Von 1951 bis 1963 war er Mitglied des Rheinland-Pfälzischen Landtages, der ihn zum Mitglied der zweiten Bundesversammlung wählte, die Theodor Heuss als Bundespräsident wiederwählte. Er wurde stets über die Liste des Landtagswahlkreises 1 gewählt. Im Landtag war er durchweg Mitglied des Hauptausschusses und von 1951 bis 1955 Mitglied des Kulturpolitischen Ausschusses. In den Jahren 1949 bis 1967 war er hauptamtlicher Bürgermeister der Stadt Bendorf und vom Jahr 1956 bis zur Gebietsreform 1969 Mitglied des Kreistages Koblenz-Land.
Georg Bauer war verheiratet und hatte drei Kinder.

## Auszeichnungen und Ehrungen
- 1965: Verdienstkreuz 1. Klasse des Verdienstordens der Bundesrepublik Deutschland[1]
- 1969: Ehrenbürgerschaft der Stadt Bendorf[1]